# Giuseppe Giunta
Giuseppe Giunta (* 12. ledna 1973 Catania) je bývalý italský zápasník – klasik.

## Sportovní kariéra
Připravoval se v Římě ve vrcholovém tréninkovém centru lesní policie Forestale. V italské mužské reprezentaci se pohyboval od počátku devadesátých let v těžké váze do 100 kg. V roce 1996 se kvalifikoval na olympijské hry v Atlantě, kde vypadl ve třetím kole s Igorem Graboveckým z Moldavska 2:3 na body.
Od roku 1997 startoval ve vyšší supertěžké váze do 130 kg, ve které se v roce 2000 kvalifikoval na olympijské hry v Sydney. V Sydney nepostoupil ze základní skupiny přes Američana Rulona Gardnerera. Sportovní kariérá ukončil v roce 2004 po nevydařené kvalifikaci na olympijské hry v Athénách. Věnuje se trenérské práci. V roce 2008 byl členem trenérského týmu, který připravil k zisku senzační zlaté olympijské medaile Andreau Minguzziho.

## Výsledky
| Turnaj             | 1991 | 1992 | 1993 | 1994 | 1995 | 1996 | 1997 | 1998 | 1999 | 2000 | 2001 | 2002 | 2003 |
| Turnaj             | 18   | 19   | 20   | 21   | 22   | 23   | 24   | 25   | 26   | 27   | 28   | 29   | 30   |
| Turnaj             | -100 | -100 | -100 | -100 | -100 | -100 | -97  | -97  | -130 | -130 | -130 | -120 | -120 |
| ------------------ | ---- | ---- | ---- | ---- | ---- | ---- | ---- | ---- | ---- | ---- | ---- | ---- | ---- |
| Olympijské hry     |      | —    |      |      |      | úč.  |      |      |      | úč.  |      |      |      |
| Mistrovství světa  | úč.  |      | ?    | úč.  | 6.   |      | úč.  | úč.  | 4.   |      | —    | úč.  | úč.  |
| Mistrovství Evropy | ?    | ?    | ?    | ?    | úč.  | 4.   | úč.  | úč.  | 3.   | úč.  | úč.  | úč.  | úč.  |